# Gabriel Jean Joseph Molitor
Gabriel Jean Joseph Molitor a fost un general francez de divizie, mareșal al Franței, născut pe 7 martie 1770 la Hayange (Moselle), decedat pe 28 iulie 1849 la Paris. Serviciile sale militare includ majoritatea bătăliilor importante ale Primului Imperiu.
1. ↑  Gabriel Jean Joseph Molitor, Baza de date Léonore, accesat în 9 octombrie 2017
2. 1 2 3  Autoritatea BnF, accesat în 10 octombrie 2015
3. 1 2  Gabriel Jean Joseph Molitor, GeneaStar
4. 1 2  Gabriel Molitor, Roglo
5. 1 2  Gabriel Jean Joseph Molitor, SNAC, accesat în 9 octombrie 2017